# Gevrolles
Gevrolles est une commune française située dans le département de la Côte-d'Or, en région Bourgogne-Franche-Comté.

## Géographie

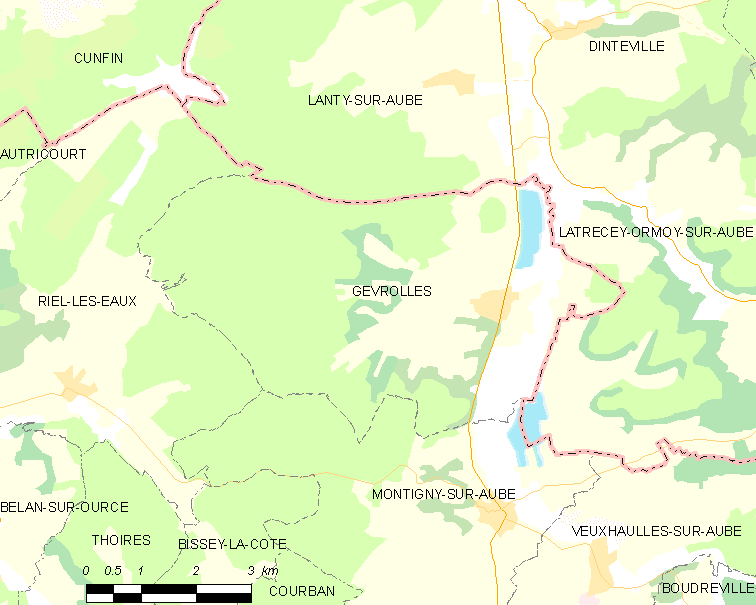

Située à l'extrême nord de la Côte-d'Or, dans le Chatillonais.

### Climat
Pour des articles plus généraux, voir Climat de la Bourgogne-Franche-Comté et Climat de la Côte-d'Or.
En 2010, le climat de la commune est de type climat des marges montargnardes, selon une étude du Centre national de la recherche scientifique s'appuyant sur une série de données couvrant la période 1971-2000. En 2020, Météo-France publie une typologie des climats de la France métropolitaine dans laquelle la commune est exposée à un climat océanique altéré et est dans la région climatique  Lorraine, plateau de Langres, Morvan, caractérisée par un hiver rude (1,5 °C), des vents modérés et des brouillards fréquents en automne et hiver.
Pour la période 1971-2000, la température annuelle moyenne est de 10,4 °C, avec une amplitude thermique annuelle de 16,3 °C. Le cumul annuel moyen de précipitations est de 886 mm, avec 12,8 jours de précipitations en janvier et 8,6 jours en juillet. Pour la période 1991-2020, la température moyenne annuelle observée sur la station météorologique de Météo-France la plus proche, « Cunfin_sapc », sur la commune de Cunfin à 10 km à vol d'oiseau, est de 11,0 °C et le cumul annuel moyen de précipitations est de 900,4 mm,. Pour l'avenir, les paramètres climatiques de la commune estimés pour 2050 selon différents scénarios d'émission de gaz à effet de serre sont consultables sur un site dédié publié par Météo-France en novembre 2022.

## Urbanisme

### Typologie
Au 1er janvier 2024, Gevrolles est catégorisée commune rurale à habitat dispersé, selon la nouvelle grille communale de densité à 7 niveaux définie par l'Insee en 2022.
Elle est située hors unité urbaine et hors attraction des villes,.

### Occupation des sols
L'occupation des sols de la commune, telle qu'elle ressort de la base de données européenne d’occupation biophysique des sols Corine Land Cover (CLC), est marquée par l'importance des forêts et milieux semi-naturels (61,2 % en 2018), une proportion identique à celle de 1990 (61,2 %). La répartition détaillée en 2018 est la suivante : forêts (59,3 %), terres arables (26,5 %), prairies (9,1 %), milieux à végétation arbustive et/ou herbacée (1,9 %), eaux continentales (1,9 %), zones urbanisées (1,3 %). L'évolution de l’occupation des sols de la commune et de ses infrastructures peut être observée sur les différentes représentations cartographiques du territoire : la carte de Cassini (XVIIIe siècle), la carte d'état-major (1820-1866) et les cartes ou photos aériennes de l'IGN pour la période actuelle (1950 à aujourd'hui).

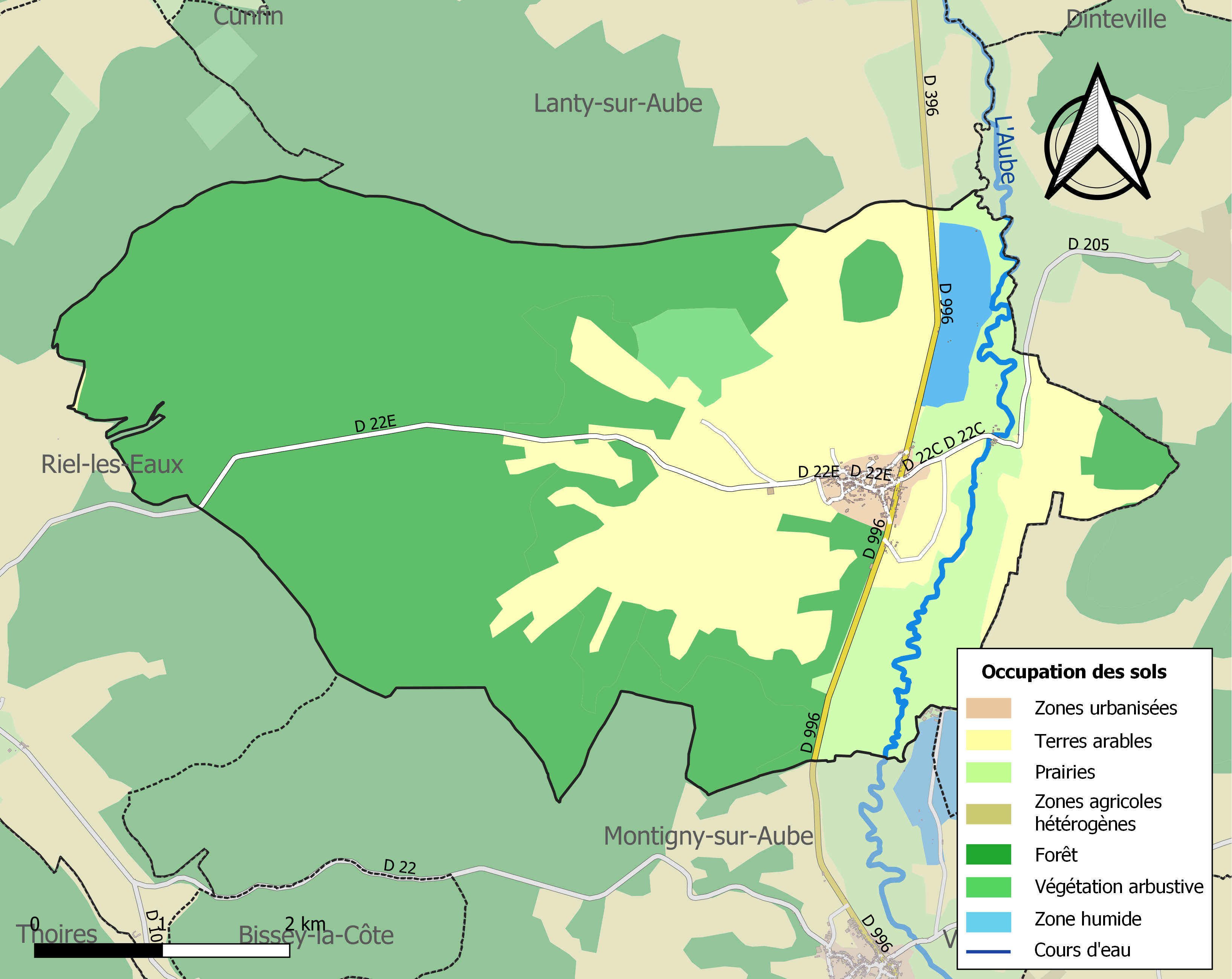
Carte des infrastructures et de l'occupation des sols de la commune en 2018 (CLC).

## Histoire

### Antiquité
Des tessons de poteries et des restes de céramiques ont été mis au jour vers 1840 le long de la route de Montigny.

### Moyen Âge
Le village dépend du comté de Champagne et du diocèse de Langres.

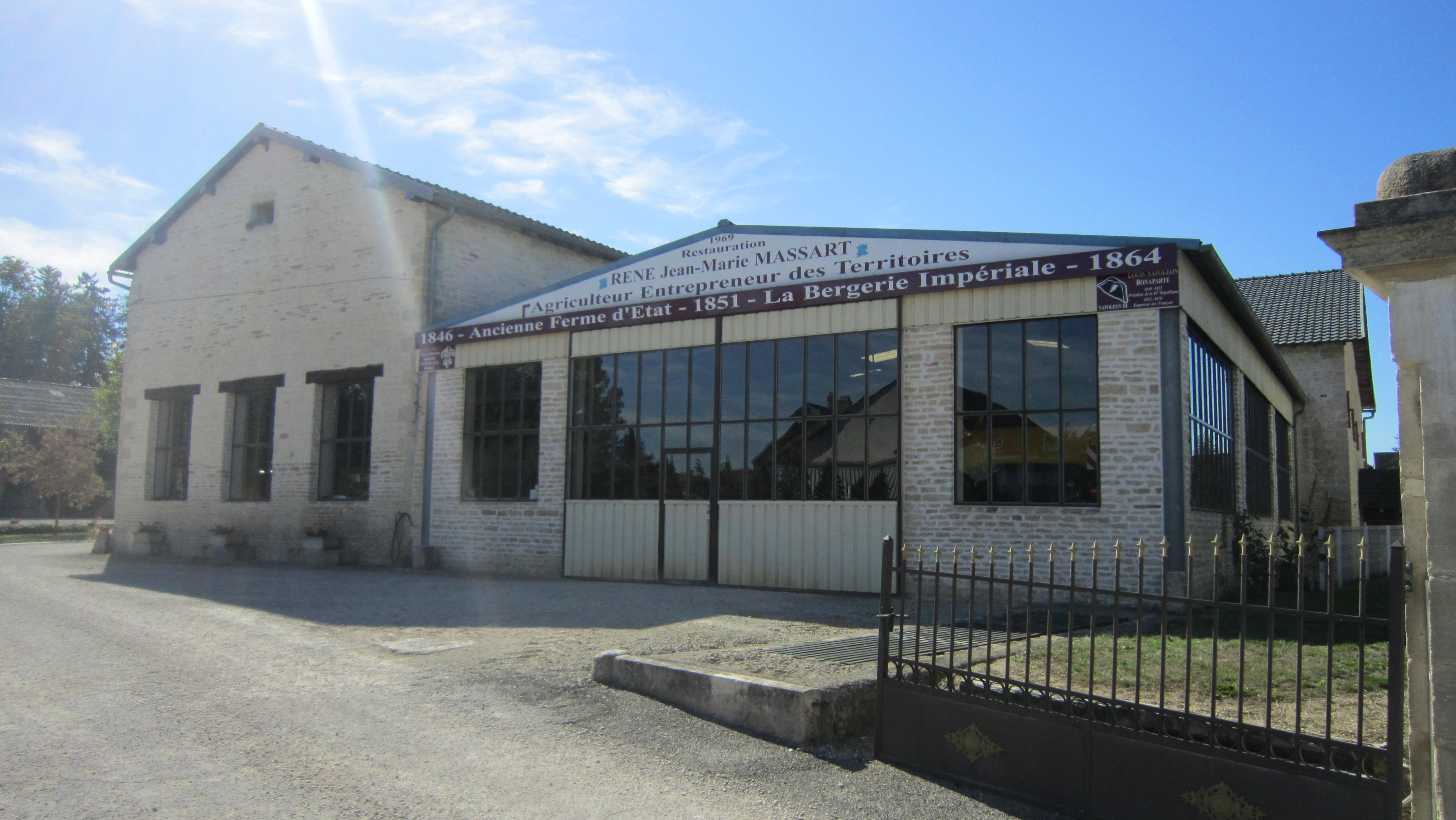
L'ancienne bergerie nationale.

### Temps modernes
Au milieu du XIXe siècle, l'exploitation de la forêt, des forges et des fourneaux occupe une importante main-d'œuvre : le village compte plus de 600 habitants.
De 1846 à 1864, une bergerie nationale tente de sélectionner une race à haut rendement lainier. Le château est construit à cette époque.

## Politique et administration
| Période   | Période | Identité          | Étiquette | Qualité |
| --------- | ------- | ----------------- | --------- | ------- |
| mars 2001 |         | Henri Maitrehenry |           |         |

Gevrolles appartient :
- à l'arrondissement de Montbard,
- au canton de Châtillon-sur-Seine et
- à la communauté de communes du Pays Châtillonnais.

## Démographie
L'évolution du nombre d'habitants est connue à travers les recensements de la population effectués dans la commune depuis 1793. Pour les communes de moins de 10 000 habitants, une enquête de recensement portant sur toute la population est réalisée tous les cinq ans, les populations de référence des années intermédiaires étant quant à elles estimées par interpolation ou extrapolation. Pour la commune, le premier recensement exhaustif entrant dans le cadre du nouveau dispositif a été réalisé en 2007.

En 2022, la commune comptait 167 habitants, en évolution de −6,18 % par rapport à 2016 (Côte-d'Or : +0,82 %, France hors Mayotte : +2,11 %).
| 1793 | 1800 | 1806 | 1821 | 1831 | 1836 | 1841 | 1846 | 1851 |
| ---- | ---- | ---- | ---- | ---- | ---- | ---- | ---- | ---- |
| 470  | 527  | 515  | 577  | 578  | 613  | 590  | 660  | 667  |

| 1856 | 1861 | 1866 | 1872 | 1876 | 1881 | 1886 | 1891 | 1896 |
| ---- | ---- | ---- | ---- | ---- | ---- | ---- | ---- | ---- |
| 532  | 532  | 499  | 454  | 444  | 425  | 415  | 414  | 395  |

| 1901 | 1906 | 1911 | 1921 | 1926 | 1931 | 1936 | 1946 | 1954 |
| ---- | ---- | ---- | ---- | ---- | ---- | ---- | ---- | ---- |
| 377  | 357  | 356  | 280  | 279  | 266  | 247  | 286  | 341  |

| 1962 | 1968 | 1975 | 1982 | 1990 | 1999 | 2006 | 2007 | 2012 |
| ---- | ---- | ---- | ---- | ---- | ---- | ---- | ---- | ---- |
| 301  | 251  | 203  | 201  | 176  | 170  | 160  | 159  | 177  |

| 2017 | 2022 | - | - | - | - | - | - | - |
| ---- | ---- | - | - | - | - | - | - | - |
| 178  | 167  | - | - | - | - | - | - | - |

## Lieux et monuments
- Église Saint-Pierre-es-Liens, entièrement reconstruite au XIXe siècle[17].
- Château de Gevrolles.
- L'ensemble mairie-école-lavoir est un bel édifice de style classique qui témoigne de la prospérité passée de la commune.

## Héraldique
| Blason de Gevrolles | Blason  | D'azur à deux cotices ondées et abaissées d'argent, accompagnées en chef d'un gland versé, tigé et feuillé d'or; à une enclume de sable surmontée de deux marteaux adossés posés en chevron tous de sable brochant en pointe; au franc-quartier de gueules chargé de deux clefs d'or passées en sautoir et liées par une chaîne du même. |
| Blason de Gevrolles | Détails | Création JF Binon. Adoption le 10 novembre 2023. |